# Dekada (czas)
Dziesięciolecie, dekada (gr. déka „dziesięć”) – pojęcie oznaczające pewien czas. Najczęściej wyrazu „dekada” używa się dla okresu 10 lat. Można jednak tego określenia używać również dla dziesięciu miesięcy, tygodni lub dni.

## Nazewnictwo dekad
Nie istnieje ściśle określony porządek nazewnictwa dekad w języku polskim, jednak są stosowane dwie metody.

### Pierwsza metoda
Pierwsza metoda, najczęściej stosowana w popkulturze i życiu codziennym, odnosi się od stosowania tzw. lat, tj. okresu odnoszącego się do roku zakończonego na 0 i następujących po nim 9 lat, zgodnie z tą metodą lata 1980. to okres od 1980 do 1989 roku, lata 1990. to okres od 1990 do 1999, lata 2000. to okres od 2000 do 2009, a lata 2010. to okres od 2010 do 2019.

### Druga metoda
Inną metodą jest ściśle skorelowana ze stosowaniem kalendarza gregoriańskiego, zgodnie z którą dekady są numerowane kolejno od rozpoczęcia ery chrześcijańskiej:
| Numer | Data rozpoczęcia | Data zakończenia |
| ----- | ---------------- | ---------------- |
| 201.  | 1 stycznia 2001  | 31 grudnia 2010  |
| 202.  | 1 stycznia 2011  | 31 grudnia 2020  |
| 203.  | 1 stycznia 2021  | 31 grudnia 2030  |
| 204.  | 1 stycznia 2031  | 31 grudnia 2040  |
| 205.  | 1 stycznia 2041  | 31 grudnia 2050  |
| 206.  | 1 stycznia 2051  | 31 grudnia 2060  |
| 207.  | 1 stycznia 2061  | 31 grudnia 2070  |
| 208.  | 1 stycznia 2071  | 31 grudnia 2080  |
| 209.  | 1 stycznia 2081  | 31 grudnia 2090  |
| 210.  | 1 stycznia 2091  | 31 grudnia 2100  |